# Anonimowe chrześcijaństwo

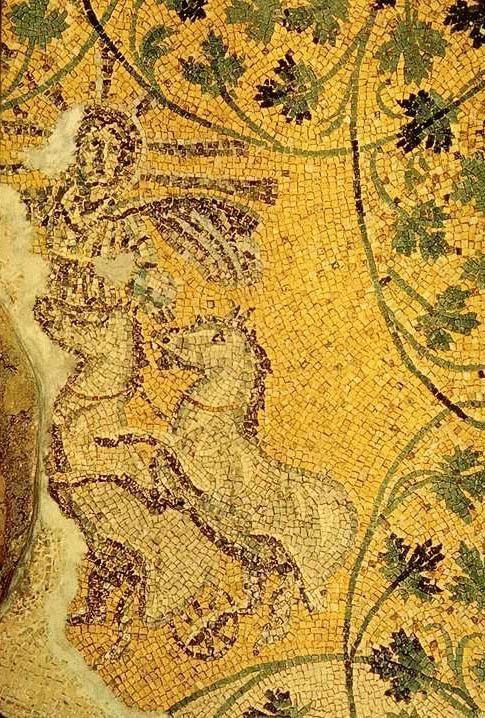
Christus Sol Invictus, czyli Chrystus jako słońce oświecające każdego; mozaika z podziemi Watykanu

Anonimowe chrześcijaństwo albo anonimowy chrześcijanin – koncepcja teologiczna w katolicyzmie postulująca nieuświadomiony i wewnętrzny związek z łaską Bożą oraz możliwość zbawienia człowieka, który „bez własnej ciężkiej winy” nie należy do Kościoła katolickiego, nie jest ochrzczony, nie utożsamia się z przekazem chrześcijańskim, wyraża przywiązanie do innych koncepcji religijnych lub wręcz uznaje się za ateistę.
Koncepcja anonimowego chrześcijaństwa wynika z inkluzywizmu teologicznego, tj. włączania innych religii oraz innych niż chrześcijańskie światopoglądów w zbawczy plan Boga. Jako taka stanowi także propozycję interpretacji zasady extra ecclesiam nulla salus. Należy ją jednak odróżnić od pluralizmu teologicznego, który polega na uznaniu równorzędnej wartości wszystkich religii oraz postaw. Wiąże się ona również z tzw. uniwersalizmem zbawienia, zgodnie z którym pod pewnymi warunkami i w określonym kontekście „zbawienie otrzymują nie tylko ci, którzy w wyraźny sposób wierzą w Chrystusa i weszli do Kościoła” (zob. Redemptoris Missio, par. 10).
Anonimowe chrześcijaństwo nadal budzi dyskusje i kontrowersje, choć pewne jego elementy – odpowiednio zredagowane i opatrzone kontekstem – trafiły do oficjalnego nauczania Kościoła katolickiego po Soborze Watykańskim II. Do koncepcji tej nawiązywali papieże Jan Paweł II oraz Benedykt XVI. Jest ona również uznawana za jedną z najważniejszych idei w myśli katolickiej XX wieku.

## Historia i znaczenie pojęcia
Anonimowe chrześcijaństwo należy do inkluzywistycznych koncepcji zbawienia. Oznacza to, że w przeciwieństwie do tzw. ekskluzywizmu, teoria ta nie ogranicza działania łaski wyłącznie do widzialnej przynależności do Kościoła czy świadomego przyjęcia sformułowanego przekazu chrześcijańskiego, lecz upatruje działania Ducha Świętego także poza ramami wyznaniowymi.
Istnieje łaska boska skierowana przez Chrystusa „do wielu” (Mt 20,28; por. 1 Tm 2,6), to znaczy dla wszystkich stojących wobec Niego, od pierwszego do ostatniego człowieka, a więc łaska Boga w Chrystusie również poza widzialnym Kościołem. Błędem byłoby sądzić, że przyjęcie łaski miałoby w każdym przypadku już w ziemskim życiu skutkować przejściem do pełnej postaci wiary chrześcijańskiej. Może być więc tak, że ktoś w niedostępnej dla nas głębi sumienia z wiarą skłonił się już do Boga, ale ten proces zbawczy nie rozwinął się do pełnego katolickiego chrześcijaństwa.
Twórcą pojęcia był Karl Rahner, teolog Soboru Watykańskiego II, który wskazywał na wartość autentycznej miłości międzyludzkiej oraz wierność osoby rozpoznanej prawdzie o samej sobie. Obie te sfery egzystencji człowieka wspierane są przez łaskę jako spełniające etyczny wymiar Ewangelii i dotykające tajemnicy Wcielenia Boga. Metodologicznie Rahner sięgał po elementy filozofii Immanuela Kanta oraz Martina Heideggera zinterpretowane w świetle systemu św. Tomasza z Akwinu. Jest to zatem próba zestawienia fenomenologii i neotomizmu. Ostatecznie Rahnerowska definicja „anonimowego chrześcijaństwa” brzmi: 
(...) anonimowy chrześcijanin to człowiek który de facto poprzez wiarę, nadzieję i miłość przyjął w wolności to pełne samoofiarowanie się ze strony Boga, a który jednak, z drugiej strony, nie jest w żadnym stopniu chrześcijaninem, tak na poziomie życia społecznego (na podstawie chrztu i przynależności do Kościoła), jak i na poziomie przedmiotowo obiektywizującej świadomości (na podstawie świadomej wiary chrześcijańskiej, będącej owocem słuchania explicite głoszonej chrześcijańskiej Dobrej Nowiny); [to] poganin, który po rozpoczęciu chrześcijańskiej misji żyje w stanie łaski Chrystusowej na mocy wiary, nadziei i miłości, ale który jednak nie posiada świadomej wiedzy co do faktu, że jego egzystencja jest ukierunkowana w udzielającej łaski zbawieniu na Jezusa Chrystusa.
Mówiąc inaczej, „anonimowy chrześcijanin” to człowiek, który znając lub nie znając nauczania katolickiego, nie określa samego siebie na poziomie świadomym mianem chrześcijanina, choć pozostaje ukiernkowany na wiarę, nadzieję i miłość. Cnoty te są wynikiem przyjęcia łaski Bożej nawet wówczas, gdy osoba ta nie uświadamia sobie ich Boskiego źródła. Wierność intuicyjnemu i egzystencjalnemu ukierunkowaniu na wiarę, nadzieję i miłość pozostaje w łączności z ofiarą Chrystusa, stanowiąc element dynamiki zbawienia.

### Wiara i pojęcie egzystencjału
Wielokrotnie zauważano, że „człowiek jest jak gdyby  punktem ogniskującym całą teologię Rahnera”. Zdaniem Mieczysława Alberta Krąpca myśl niemieckiego teologa wywodzi się z „myśli krytycznej, związanej z nurtem filozofii podmiotu w wersji transcendentalnej, kantowskiej”, dlatego jego „metafizyka może być właściwie zbudowana na gruncie antropologii, gdyż cały dramat poznania metafizycznego dokonuje się właśnie w człowieku”. W opublikowanej przez lubelskiego filozofa Metafizyce czytamy:
Możliwość bowiem poznania i samo poznanie są wewnętrznym wyrażeniem się bytu (...). I właśnie człowiek okazuje się tym bytem, który ma możność poznania, czyli bycia kimś-czymś innym. Wyrazem tego jest przede wszystkim fakt pytania. Jest ono koniecznym dopełnieniem się człowieka i wskazuje zarazem na niego (człowieka) jako na tę istotę, która musi pytać. A wszystkie konieczne warunki zrozumienia samego faktu pytania są zarazem warunkami zrozumienia człowieka.
Z takim ujęciem metafizyki wiąże się w myśli Rahnera pojęcie tzw. egzystencjału, który jest „wszelkim fundamentalnym określeniem bytu człowieka, takim jak lęk, troska, wina, bycie ku śmierci, historyczność”. Tam również człowiek doświadcza wiary, która nie zawsze zostaje zwerbalizowana. Jest to wiara, która łączy człowieka z Bogiem „w głębi jego bytu”, nie znajdując przy tym wyraźnie religijnej konkretyzacji (tematyzacji). Ponieważ opiera się ona na poczuciu sensu oraz wartości osoby, dotyka wewnętrznej istoty misterium paschalnego. Ponadto, zdaniem Rahnera, przyjęcie pełni człowieczeństwa w samym sobie i w drugim na sposób intuicyjny uznaje Wcielenie jako zjednoczenie Boskości z człowieczeństwem. W piątym tomie fundamentalnego dzieła Schriften zur Theologie można przeczytać, że „egzystencja (...) jest duchem rozświetlanym od wewnątrz blaskiem niezasłużonej łaski Boga”, tak że „kiedy człowiek naprawdę i całkowicie przyjmuje siebie, przyjmuje też, choćby w sposób nieuświadomiony i niewypowiedziany, owo światło – wierzy”. Z tego punktu widzenia „chrześcijaństwo jest po prostu wzięciem w posiadanie, w optymizmie absolutnym, tajemnicy człowieka”.

### Wiara i teologia naturalna
Problematykę związaną z anonimowym chrześcijaństwem podejmowała również katolicka interpretacja różnic i podobieństw pomiędzy teologią naturalną (filozoficznym poznaniem Boga) a teologią biblijną (opartą na objawieniu). Zdaniem niektórych autorów „Bóg chrześcijan”, chociaż cechuje się pewnymi szczególnymi cechami opisu względem „Boga filozofów” (np. koncepcja Boga Ojca, Opatrzności, Wcielenia), może być częściowo rozpoznany przy pomocy rozumowego wnioskowania. Ogólne i niesprecyzowane pojęcie Boga jako Absolutu w ramach tzw. „religii kosmicznej” (ukierunkowanej na istnienie Stwórcy świata) posiada własną dynamikę, której kierunkiem oraz finalnym etapem jest – zdaniem teologów katolickich – przyjęcie chrześcijaństwa jako „religii objawionej”. Na poparcie tej opinii Jean Daniélou wskazał następujące teksty biblijne: Ps 18,1–5; Ps 53,1; Dz 14,15–18; 17.26–27; Rz 1,20–23; 2,14–15.
Można tę dynamikę ująć także jako przejście od „religii podstawowej” czy „prymitywnej” do „religii objawionej”. Stanisław Ziemiański w następujących słowach zreferował personalistyczną teologię Jacquesa Maritaina na ten sam temat:
W pewnym sensie poznajemy Boga in aliquo communi, sub quadam confusione, w czymś ogólnikowym, jakby zamazanym (...); gdy ludzie dążą do szczęścia, to pragną też Boga, który jest najwyższym szczęściem, ale oni o tym nie wiedzą; gdy szukają prawdy, to tęsknią również za Bogiem, który jest najwyższą prawdą, ale nie zdają sobie z tego sprawy.

### Wiara i nieświadomość
Niektórzy autorzy łączą Rahnerowskie rozumienie wiary „anonimowych chrześcijan” z koncepcją „nieuświadomionego” oraz „ukrytego Boga” u austriackiego psychiatry i psychoterapeuty żydowskiego pochodzenia, Viktora Frankla. Według niego „nieświadomość ludzka mówi nie tylko o niezaspokojonych popędach, ale także o Bogu”, tak że człowiek „zawsze zachowuje z Nim nieświadomą relację”. O ile Sigmund Freud twierdził, że podświadomość jest zasadniczo siedliskiem popędów, to zdaniem Frankla w tej sferze kryje się przede wszystkim związek człowieka z Bogiem oraz wychylenie ku transcendencji. Zazwyczaj punktem oparcia dla tej relacji jest wierność sumieniu:
Pismo powtarza: „daleko wam do tego, abyście mogli przeniknąć do głębi ludzkiego serca” (Jdt 8,14). A w innym miejscu: „Kto zaś z ludzi zna to, co ludzkie, jeżeli nie duch, który jest w człowieku” (1 Kor 2,11). Dramat albo dialog z łaską bywa zatem zakryty przed oczyma innych. Nawet moje własne odniesienie do Boga może być – jak udowadniał żydowski psychiatra, Viktor Frankl – niejawne dla mnie samego. Nierzadko bowiem najwyższe wartości, którymi ludzie kierują się w codziennym życiu, pozostają w sferze podświadomości, a przez to nie zostają nazwane po imieniu.

## Recepcja i odbiór pojęcia
Koncepcję „anonimowego chrześcijaństwa” szybko uznano za jeden z najważniejszych postulatów XX-wiecznej teologii katolickiej. Spotkała się ona jednak z zarzutami zarówno ze strony środowisk tradycjonalistycznych, jak i modernistycznych. Pierwsze zarzucały Rahnerowi przyjmowanie perspektywy nadmiernie antropologicznej oraz relatywizację nauczania Kościoła katolickiego, a drugie przeciwnie – zbytni konserwatyzm oraz pielęgnowanie przekonania o wyższości chrześcijaństwa względem innych religii świata.

### Krytyka i obrona
Z powodu swoich dzieł Rahner spotkał się z krytyką m.in. Hansa Ursa von Balthasara czy Heriego de Lubaca. Obaj teologowie wytknęli Rahnerowi m.in.:
- prozelityzm oraz ekspansywną postawę wobec osób o odmiennych poglądach;
- sprowadzanie chrześcijaństwa do swego rodzaju religii naturalnej;
- zaniedbanie jego aspektu misyjnego, który wiąże się ze świadomym wyznaniem wiary oraz potrzebą przemiany życia.

Sprzeciw Balthasara wzbudził również sam termin „anonimowe chrześcijaństwo”. Jego zdaniem pod pewnymi warunkami można bowiem mówić o „anonimowych chrześcijanach”, jednak samo chrześcijaństwo nie jest i nie powinno być uważane za religię nieokreśloną. W odpowiedzi na te zarzuty Rahner sformułował następujące argumenty:
- koncepcja anonimowego chrześcijaństwa nie neguje potrzeby głoszenia Ewangelii, a raczej wspiera i uzmacnia posłanie misyjne chrześcijan przez wskazanie na fakt, iż niechrześcijanie już cieszą się zaczątkami łaski Bożej, które oczekują na rozwinięcie i pielęgnację[3][4][28];
- anonimowe chrześcijaństwo to idea ściśle przynależąca do myśli chrześcijańskiej; w każdej formie pozostaje katolicką interpretacją świata, i jako taka nie wymusza na niechrześcijanach zgody ani wyrazu uznania[3][4][28];
- anonimowe chrześcijaństwo nie neguje potrzeby nawrócenia i życia sakramentalnego, lecz stanowi opis etapu wstępnego do przyjęcia Ewangelii (tzw. praeparatio evangelica)[2][3][4][28];
- anonimowe chrześcijaństwo nie polega na redukcji chrześcijaństwa do postaci religii naturalnej albo świeckiego systemu etycznego; punktem centralnym tej idei niezmiennie pozostaje zbawienie dokonane w ofierze Jezusa Chrystusa, które rozciąga się również na ludzi nieświadomie wiernych (m.in. poprzez otwartość na głos sumienia) ofiarowanej na krzyżu łasce[3][4][28];
- koncepcja anonimowego chrześcijaństwa znajduje swoje podstawy w dokumentach Soboru watykańskiego II, jest więc jedynie próbą rozwinięcia soborowych intuicji[3][4][28];
- nazewnictwo („anonimowe chrześcijaństwo”/„anonimowy chrześcijanin”) jest rzeczą drugorzędną, uwarunkowaną ograniczeniami języka; termin ten może zostać zastąpiony bardziej adekwatnym[3].

Krytykę anonimowego chrześcijaństwa można również zaklasyfikować wedle kategorii: logicznej, empirycznej oraz etycznej. Krytyka logiczna koncentruje się na dewaluacji pojęcia chrześcijaństwa: jeśli przyjmiemy szeroką oraz inkluzywną definicję wiary chrześcijańskiej, to sukcesywnie znika nam z oczu rozumienie tego, czym chrześcijaństwo jest w swojej istocie oraz co je wyróżnia spośród innych systemów religijnych.
Zdaniem Eamonna Conwaya, autora książki Anonymous Christian: A Relativised Christianity (Frankfurt 1993), niezgoda pomiędzy Karlem Rahnerem i Hansem Urs Von Balthasarem sprowadza się do różnic w przyjętym przez obu myślicieli języku teologicznym. W rzeczywistości można wskazać pomiędzy nimi kilka istotnych punktów wspólnych. Karen Kilby twierdzi z kolei, że większość krytyki koncepcji Rahnera wynika z nieuzasadnionego założenia, jakoby niemiecki teolog usiłował stworzyć wokół pojęcia „anonimowego chrześcijaństwa” odrębny system, podczas gdy jego intencją było dokonanie opisu różnych wymiarów doświadczenia człowieka wobec Boga. Niektórzy komentatorzy myśli Rahnera wyjaśniają przy tym, że niemiecki teolog operuje w swoich dziełach wypracowaną przez siebie terminologią, która mogłaby lepiej opisać wewnętrzne doświadczenie człowieka. Nie jest to ten sam język, który pojawia się w oficjalnych dokumentach Kościoła. Z tego punktu widzenia niesłuszny okazuje się zarzut o relatywizację doktryny katolickiej.

### Uzasadnienie w kulturze
Rahner uzasadniał możliwość „anonimowego chrześcijaństwa” tym, że chrześcijaństwo zdaniem jego wyznawców nie jest jednym z wielu poglądów czy kolejną religią w dziejach, lecz tzw. „religią prawdziwą” i wypełnieniem wszystkich autentycznych dążeń ludzkości. Tym sposobem dobre elementy rozmaitych działań człowieka, o ile wypływają ze szczerego rozpoznania człowieczeństwa, zawierają w sobie chrześcijaństwo jako cel ostateczny tychże działań. Według innych autorów uzasadnieniem dla anonimowego chrześcijaństwa ludzi „dobrej woli” jest chrześcijańska wiara w to, że wszelkie ukierunkowanie na rzeczywiste dobro zmierza w kierunku Chrystusa jako swojego wypełnienia, czyli – mówiąc językiem tradycji modlitewnej – „odwiecznego upragnienia świata”.
Próbą tego rodzaju spojrzenia na postchrześcijańskie dzieła kultury jest książka Michała Gołębiowskiego, Bezkres poranka:
Tutaj, pod niebem przekazującym kierunek, słowa i znaki, pomyślałem o pokoleniach poetów, którzy poszukiwali Boga niespokojnie, po omacku, czasem wbrew deklarowanej na co dzień niewierze, kontemplując w rozrastającym się świecie przebłyski wieczności (tak czynili, bo w pewnym sensie nie potrafili inaczej). […] W tym sensie nawet zagubieni twórcy mogli rozpoznać przechadzającego się Jezusa Chrystusa o tyle, o ile ciągnęli ku życiu, bądź po prostu przyjmowali udzielające się istnienie w całej jego rozciągłości. Może po prostu ich widzenie Boga było horyzontalne, rozpostarte od wschodu do zachodu, od świtu po zachód, a to wszystko – to język wieczności, lecz jeszcze nie objawienie na jej temat.
Gołębiowski reinterpretuje pojęcie „anonimowego chrześcijaństwa”, widząc w nim współczesną odmianę idei capax Dei („pojemności człowieka na Boga”), praeparatio evangelica („przygotowania do Ewangelii”) oraz Tertulianowej animae naturaliter christiana („duszy ludzkiej z natury swej chrześcijańskiej”). Zgodnie z proponowanym tu spojrzeniem „człowiek poreligijny wciąż staje wobec tajemnicy, wciąż mierzy się z pytaniami ostatecznymi”, tak że można odnaleźć „istotowe dla chrześcijaństwa wartości i elementy estetyki w bardzo różnych dziełach kultury, także w tych, które w pewnych wersjach tradycyjnej wizji świata się nie mieszczą”. Autor, powołując się na źródła wczesnochrześcijańskie oraz dokumenty katolickie, przekonuje że „osobą bliską chrześcijaństwu, a nawet włączoną do Kościoła i uczestniczącą w tajemnicy paschalnej, może być ten, kto żyje ewangelicznie, nawet jeśli nie rozpoznaje w swoim życiu obecności Chrystusa”. Taki stan rzeczy może ukazywać literatura i sztuka. Pogląd ten jest bliski pewnym ideom Listu do artystów (par. 10) Jana Pawła II.

## Anonimowe chrześcijaństwo a Biblia
Podstawą teorii jest objawiona prawda o powszechnej woli zbawczej Boga, urzeczywistnionej we wcieleniu Syna Bożego i odkupieniu człowieka przez Chrystusa. Rahner, chcąc uzasadnić swoją koncepcję, wskazywał przede wszystkim na dwa fragmenty Nowego Testamentu: Mt 25,31–46 oraz Rz 2,12–16.
Pierwsza z wymienionych perykop mówi o nieświadomym spotykaniu Chrystusa w drugim człowieku: „Kiedy widzieliśmy Cię chorym lub w więzieniu i przyszliśmy do Ciebie? A Król im odpowie: Zaprawdę, powiadam wam: Wszystko, co uczyniliście jednemu z tych braci moich najmniejszych, Mnieście uczynili” (Mt 25,39-40). Sam Rahner objaśniał ten ustęp następująco:
Wcale nie jest łatwo ujść przed Jezusem Chrystusem. Pewnego dnia bowiem stanie się jasne, że wielu znalazło Go w najmniejszym ze swoich braci, chociaż nie potrafiło nazwać Go po imieniu (...). Człowiek, którego Chrystus jeszcze nie spotkał w świadectwie wyraźnie historycznym i historycznie potwierdzonym, mimo to może go znaleźć w swoim bracie i w miłości do niego, w którym Jezus Chrystus pozwala, żeby go ludzie znajdowali w sposób niejako anonimowy.
Z kolei znaczenie Rz 2,12–16 interpretował Rahner w taki oto sposób:
Jeśli się nad tym zastanowić, to nie będzie się uważać dobrych obyczajów pogan za błyskotliwy nałóg, jakoby chodziło o jedynie naturalną dobroć, poprzedzającą zbawienie w Chrystusie; raczej dopuści się pełną możliwość, że chodzi o dobre obyczaje, które niesione łaską Chrystusa, przynoszą wieczne życie. I nie można twierdzić, że dochodzi do tego tylko tam, gdzie człowiek w sposób wyraźny, jako wiedzę wyartykułowaną pojęciowo, ma w świadomości coś z łaski Chrystusa. Jeśli więc spotykamy w swoim otoczeniu człowieka, którego moralne postępowanie wzbudza w nas szacunek, to jest to zapewne ktoś, kto tylko nie wie, że działa w nim moc Boga w Chrystusie.
Podobną interpretację wyżej wymienionych perykop postuluje również część interpretatorów dokumentów Soboru Watykańskiego II zajmujących się dialogiem chrześcijaństwa z religiami niechrześcijańskimi oraz współczesną kulturą Zachodu.
Wśród innych proponowanych fragmentów biblijnych część autorów wskazuje na Łk 14,21 („Wyjdź co prędzej na ulice i zaułki miasta i wprowadź tu ubogich, ułomnych, niewidomych i chromych”), 1 Tm 4,10 („Złożyliśmy nadzieję w Bogu żywym, który jest Zbawcą wszystkich ludzi, zwłaszcza wierzących”) oraz Dz 17,23–27 („Ja wam głoszę to, co czcicie, nie znając; szukali Boga, czy nie znajdą Go niejako po omacku”) i 1 J 3,14 („My wiemy, że przeszliśmy ze śmierci do życia, bo miłujemy braci”). Dwie wymienione perykopy, tj. 1 Tm 4,10 oraz Dz 17,23-27, znajdują się również jako uzasadnienie dla ukrytej łaski Bożej oraz uczestnictwa niechrześcijan w misterium paschalnym, o których mówią dokumenty soborowe Lumen gentium (par. 16) oraz Ad gentes (par. 3).  

## Anonimowe chrześcijaństwo a oficjalne nauczanie Kościoła
Nieco zredagowana wersja koncepcji anonimowego chrześcijaństwa (nazywana uniwersalizmem zbawczym bądź powszechnością zbawienia) pojawia się w dokumentach soborowych (zob. Lumen gentium, 16; Gaudium et spes, 22), bądź w myśli Jana Pawła II (zob. Redemptoris Missio, 10) i Josepha Ratzingera (zob. Dominus Iesus, 21). Treści te stanowią jednocześnie efekt długiego rozwoju doktryny katolickiej na ten temat.

### Punkt odniesienia we wczesnym chrześcijaństwie
Choć idea „anonimowego chrześcijaństwa” w wyraźny sposób i nie bez przeszkód przedzierała się do głównego nurtu myśli katolickiej, niektórzy Ojcowie Kościoła wyrażali intuicję o szerokim zasięgu zbawczej łaski Chrystusa na poszczególne osoby znajdujące się poza formalną przynależnością do wspólnoty wierzących: 
Już św. Augustyn odważnie stwierdził, że „może być imię Chrystusa poza zgromadzeniem Chrystusowym”, tak jak „coś może być katolickie poza Kościołem katolickim”. Jeszcze wcześniej św. Justyn Męczennik pisał, że ci, „którzy wiedli życie zgodne z Logosem, są chrześcijanami, nawet gdyby byli nazwani ateistami” (...). Należy oczywiście pamiętać, że późnoantyczne rozumienie „ateizmu” znacząco różni się od współczesnego znaczenia tego pojęcia (...). Uniwersalne znaczenie przytoczonego fragmentu Apologii św. Justyna Męczennika, rozwinięte zresztą przez II Sobór Watykański, można by jednak oddać w następujący sposób: osobą bliską chrześcijaństwu, a nawet włączoną do Kościoła i uczestniczącą w tajemnicy paschalnej (zob. Lumen gentium, 16; Gaudium et spes, 22; Ad gentes, 2–3; Redemptoris missio, 10), może być ten, kto „żyje ewangelicznie”, nawet jeśli świadomie nie rozpoznaje w swoim życiu obecności Chrystusa.

### Rozwój koncepcji przed Soborem watykańskim II
Żyjący w XVIII wieku papież Klemens XI potępił opinię jakoby osoby żyjące poza Kościołem nie były prowadzone szczególną łaską Bożą. Pius XII w dokumencie Mystici Corporis (87) pisał o ludziach, którzy kierują ku zbawieniu i Kościołowi nieświadome pragnienia, choć w sferze świadomego życia nie doszli jeszcze do przyjęcia wiary chrześcijańskiej. Także Pius IX stwierdził, że nie możemy być pewni co do rzeczywistego stanu duszy niechrześcijan; jego zdaniem wiele osób nieprzekonanych do religii chrześcijańskiej może żyć w nieświadomości jej wewnętrznej istoty, jednocześnie skrywając w sobie nienazwane pragnienie spotkania z Chrystusem. 

### Nauczanie i dokumenty Jana Pawła II
W encyklice Redemptoris Missio z 1990 roku można przeczytać:
Powszechność zbawienia nie oznacza, że otrzymują je tylko ci, którzy w wyraźny sposób wierzą w Chrystusa i weszli do Kościoła. Jeśli zbawienie zostało przeznaczone dla wszystkich, musi ono być dane konkretnie do dyspozycji wszystkich. Oczywiste jest jednak, że dziś, tak jak i w przeszłości, wielu ludzi nie ma możliwości poznania czy przyjęcia ewangelicznego Objawienia i wejścia do Kościoła. Żyją oni w warunkach społeczno-kulturowych, które na to nie pozwalają, a często zostali wychowani w innych tradycjach religijnych. Dla nich Chrystusowe zbawienie dostępne jest mocą łaski, która, choć ma tajemniczy związek z Kościołem, nie wprowadza ich do niego formalnie, ale oświeca ich w sposób odpowiedni do ich sytuacji wewnętrznej i środowiskowej. Łaska ta pochodzi od Chrystusa, jest owocem Jego ofiary i zostaje udzielana przez Ducha Świętego; pozwala ona, by każdy przy swej dobrowolnej współpracy osiągnął zbawienie.

Dlatego Sobór, stwierdziwszy centralne miejsce tajemnicy paschalnej, oświadcza: „Dotyczy to nie tylko wiernych chrześcijan, ale także wszystkich ludzi dobrej woli, w których sercu działa w sposób niewidzialny łaska. Skoro bowiem za wszystkich umarł Chrystus i skoro ostateczne powołanie człowieka jest rzeczywiście jedno, mianowicie boskie, to musimy uznać, że Duch Święty wszystkim ofiarowuje możliwość dojścia w sposób Bogu wiadomy do uczestnictwa w tej paschalnej tajemnicy”.
Jan Paweł II wiązał nieuświadomione i anonimowe przyporządkowanie niechrześcijan do Kościoła, odwołując się także do ewangelicznych tekstów na temat działania Ducha Świętego (np. J 3,8):
Duch objawia się w szczególny sposób w Kościele i w jego członkach; tym niemniej Jego obecność i działanie są powszechne, bez ograniczeń przestrzennych i czasowych. Sobór Watykański II przypomina działanie Ducha w sercu każdego człowieka poprzez „ziarna Słowa”, w inicjatywach religijnych, w ludzkich wysiłkach skierowanych ku prawdzie, ku dobru, ku Bogu. Duch udziela człowiekowi „światła i sił, aby zdolny był odpowiedzieć najwyższemu swemu powołaniu”; dzięki Duchowi „dochodzi człowiek przez wiarę do kontemplacji i pojmowania tajemnicy planu Bożego”; co więcej, „musimy uznać, że Duch Święty wszystkim ofiarowuje możliwość dojścia w sposób Bogu wiadomy do uczestnictwa w paschalnej tajemnicy”. 

### Nauczanie Benedykta XVI
W tekście Neopoganie i Kościół (Die neuen Heiden und die Kirche) z 1958 roku Joseph Ratzinger zinterpretował ewangeliczną przypowieść o uczcie królewskiej (zob. Łk 14,15–24), widząc w niej podstawy do nadziei na zbawienie niechrześcijan, a nawet ich ukryte uczestnictwo w zbawczych planach Boga. W tekście tym wspomniani zostali „niewidomi, głusi, chromi i ubodzy” (Łk 14,21), którymi zapełniła się sala biesiadna. Ratzinger widzi we wszystkich wymienionych ułomnościach obrazy wewnętrznych i duchowych niedyspozycji, które wprawdzie przeszkadzają człowiekowi świadomie przyjąć wiarę w Chrystusa, lecz – jeśli brak w nich osobistej złej woli – nie zamykają dostępu do zbawienia.
W deklaracji Dominus Iesus poświęconej zagadnieniu jedyności i powszechności zbawczej Jezusa Chrystusa i Kościoła Joseph Ratzinger stwierdził:
Mówiąc o sposobie, w jaki zbawcza łaska Boża — udzielana zawsze za pośrednictwem Chrystusa w Duchu Świętym i mająca tajemniczy związek z Kościołem — dociera do poszczególnych niechrześcijan, Sobór Watykański II ogranicza się do stwierdzenia, że Bóg udziela jej «wiadomymi tylko sobie drogami» (...). Z pewnością, różne tradycje religijne zawierają i ofiarowują elementy religijności, które pochodzą od Boga i stanowią część tego, co «Duch Święty działa w sercach ludzi i w dziejach narodów, w kulturach i w religiach» (...). Przez przyjście Jezusa Chrystusa Zbawiciela Bóg zechciał sprawić, aby Kościół założony przez Niego stał się narzędziem zbawienia całej ludzkości (por. Dz 17, 30-31).
Jednocześnie Ratzinger, już jako papież Benedykt XVI, nie przyjmował koncepcji anonimowego chrześcijaństwa w pełnym jej kształcie zaproponowanym przez Rahnera, zauważając że bycie chrześcijaninem z samej swej zasady zakłada nawrócenie oraz publiczne wyznanie wiary. Jego zdaniem akcentowanie anonimowości chrześcijaństwa w sekularnym świecie może stwarzać niesłuszne przekonanie co do małej wagi świadomego i widocznego wyrażania wiary w Chrystusa.

## Anonimowe chrześcijaństwo a nadzieja powszechnego zbawienia
Niektóre aspekty idei „anonimowego chrześcijaństwa” stanowią uzasadnienie dla nadziei powszechnego zbawienia jako możliwości ostatecznego (tj. eschatologicznego) zbawienia wszystkich ludzi. Z samej swej zasady proponuje ona wiarę w szerokie oddziaływanie zbawczej łaski Boga na niechrześcijan, a nawet ateistów. Hans Urs von Balthasar w książce Czy można mieć nadzieję, że wszyscy będą zbawieni? wyrażał uznanie dla Rahnerowskiej ufności w siłę ludzkiego „tak”, które jest bardziej naturalne, powszechniejsze i pewniejsze, aniżeli „nie”, czyli świadomy sprzeciw wypowiadany Bogu. Niemiecki teolog wskazywał również na obecność dwóch różnych grup wypowiedzi eschatologicznych w ramach Nowego Testamentu. Pierwsze mówią o możliwości wiecznego zatracenia, która wynika z ludzkiej wolności decydowania o własnym losie. Drugie głoszą nadzieję na to, że wszelkie stworzenie ostatecznie zostanie ocalone. Tych dwóch grup wypowiedzi nie trzeba harmonizować, ponieważ ich współistnienie zapewnia balans pomiędzy osobistym zaangażowaniem we własne i cudze dobro wieczne a nadzieją na to, że w ostatecznym rozrachunku Bóg ma moc przekonać każdego człowieka.

## Anonimowe chrześcijaństwo w interpretacji sztuki
Teoria „anonimowego chrześcijaństwa” znajduje szerokie zastosowanie w interpretacji rozmaitych dzieł kultury i sztuki. Nienazwaną religijnie dynamikę wiary, łaski oraz odkupieńczej ofiary można znaleźć na przykład w filmach Clinta Eastwooda albo Michelangelo Antonioniego. Wątki takie wykazują także utwory grup muzycznych, jak np. The Who, której założyciel, Pete Townshend, często śpiewał o własnych poszukiwaniach duchowych deklaratywnie zrywających z instytucjonalnym chrześcijaństwem, a jednak zbieżnych z określonymi treściami mistyki chrześcijańskiej.